# Pachyderm Studio

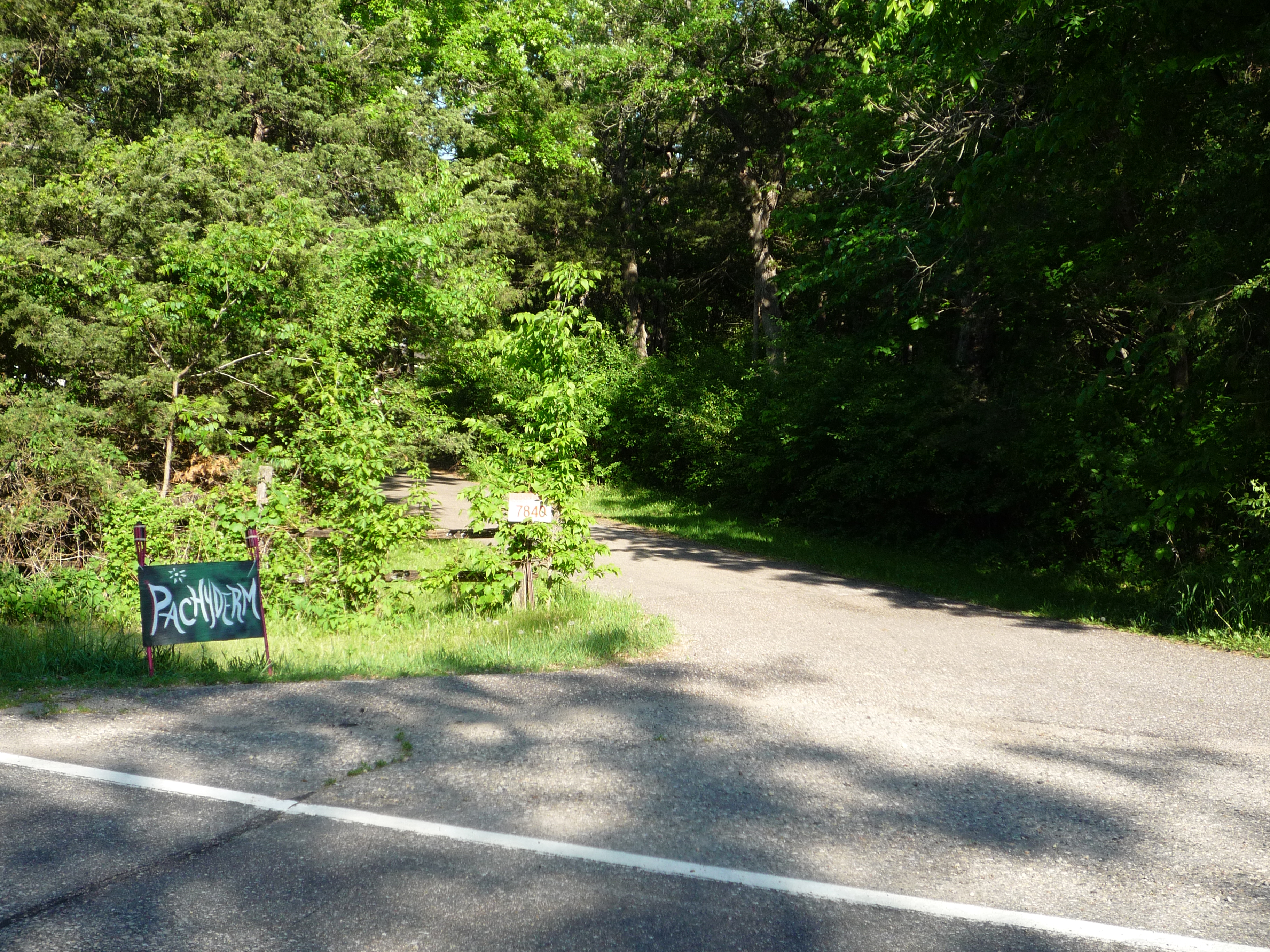
Señal y entrada hacia Pachyderm Studio.

Pachyderm Recording Studio es un estudio de grabación residencial situado en la localidad rural de Cannon Falls, Minnesota, 57,6 km al sudeste del Aeropuerto Internacional Minneapolis-Saint Paul. Está emplazado en un frondoso y aislado bosque. El estudio fue fundado en 1988 por Jim Nickel, Mark Walk y Eric S. Anderson, y Bret Theney de Westlake Audio realizó diseño acústico. La casa fue diseñada por Herb Bloomberg, pupilo de Frank Lloyd Wright. Los ingenieros de sonido en Pachyderm son Brentx Sigmeth, Zach Hollander y Andy Lindberg.

## Álbumes grabados en Pachyderm
A continuación se muestran algunos de los álbumes que han sido grabados en Pachyderm Studio:
- Armchair Apocrypha – Andrew Bird
- Arise Therefore – Palace
- From Here to Infirmary – Alkaline Trio
- Grave Dancers Union – Soul Asylum
- Hollywood Town Hall – The Jayhawks
- In Utero – Nirvana
- Polar Similar – Norma Jean
- Rapture – Bradley Joseph
- Rid of Me – P. J. Harvey
- Seamonsters – The Wedding Present
- Stuart Davis – Stuart Davis
- The End of All Things to Come – Mudvayne
- Throwing Copper – Live
- Fontanelle – Babes In Toyland
- Prog – The Bad Plus

Otros trabajos incluyen:
Greg Brown, 
Howie Day,
Explosions in the Sky, 
Golden Smog, 
Joe Henry, 
Indigenous,
Mason Jennings, 
Alice Peacock, 
The Paper Chase,
Ramblin' Jack Elliot,
Brian Setzer,
Son Volt, 
Superchunk, 
The Appleseed Cast, 
The Breeders, 
The Polyphonic Spree,
The Wedding Present,
You Am I, 
Hum, 
They Might Be Giants y
U.S. Maple.